# Berroja
Berroia es un barrio del municipio español de Múgica, perteneciente a la provincia de Vizcaya, en la comunidad autónoma del País Vasco.

## Toponimia
El nombre del lugar puede encontrarse escrito con las grafías Berroja, Berroia y Berroya.

## Historia
Hacia mediados del siglo XIX, el lugar era referido como una barriada por entonces perteneciente al municipio de Ibárruri. Aparece descrito en el cuarto volumen del Diccionario geográfico-estadístico-histórico de España y sus posesiones de Ultramar de Pascual Madoz con las siguientes palabras:

BERROYA: barriada en la prov. de Vizcaya, part. jud. de Durango, ayunt. y térm. de Ibarruri.
(Madoz, 1846, p. 289)

En la actualidad, el barrio, que no figura en el Nomenclátor del Instituto Nacional de Estadística, pertenece al municipio de Múgica.